# Index (média)
Pour les articles homonymes, voir Index.
Index est un site web d'information hongrois, propriété de Index.hu Zrt. Il est l'un des pure players les plus lus du pays.